# 観測装置
観測装置（かんそくそうち 英: instrument for observation,  observation instruments）とは、観測のための装置である。

## 概説
観測装置は観測を行うための装置である。
古くは、シンプルな望遠鏡なども立派な観測装置であった。人がそれを覗き込みじっくりと観察し、人が自分の手でスケッチブックにスケッチを描く、などということを行った。ガリレオ・ガリレイもそうして天体の観測を行った。
近年の観測装置は、大まかにいえば、自然現象と接する（自然現象をとりこむ）部分と、量的な要素を抽出し（数値化、データ化し）記録する部分から成っていることが一般的である。
上記の両方を備え、それ自体で完結している装置も多い。
広義には（前半の）自然に接する機能に特化した部品的な装置、（後半の）量的な要素を抽出し、記録する機能に特化した部品も「観測装置」と言うことがある。いずれにせよ、観測のために用いる装置だからである。
たとえば、測定・記録の機能に特化している部品で、望遠鏡や人工衛星等の装置に取り付けることで観測装置として完成するものもある。
フィルム式カメラにフィルムが入っていないと観測は行えない。また、カメラが無い状態で、フィルムだけがむき出しで置かれていても観測は行えない。両方がそろうことで観測は可能となる。
カメラにフィルムが取り付けられること（レンズとフィルムが組み合わされ、適切な位置関係に置かれ、適切な時間　カメラの外の光がとりこまれフィルムに届くと光の束（画像）を記録でき、観測ができるわけである。デジタルカメラの場合には、レンズは光学系望遠鏡にあたり、CCDセンサーは光を電気信号に変換、デジタル化し、小型コンピュータがそれを処理し、メモリーカードなどの記録媒体にデジタル情報として記録が行われる。望遠鏡に、後づけで、光を検出し記録する装置を装着することで、完結した観測装置に仕立て上げる場合もある。この場合、望遠鏡はカメラのレンズ部分に当たり、光検出・記録を行う装置がフィルム（やCCD+メモリカード）に当たる。
なお、かつては、装置自体は記録は行わず、人がつきっきりで数値や画像などを確認し分析し（必要とあらば）手で記録する、というものも多かった。
近年の観測装置は自動で観測を行うものも増えてきている。観測装置に付属する（あるいは観測装置に外付けした）制御コンピュータに観測の時間間隔、観測対象の種類、観測対象の位置などをあらかじめ入力・指定しておくことで、（その場に人がついていなくても）観測装置が自動的に観測を行ってくれるのである。
観測装置によって測定されたデータは、記録装置や記録媒体に記録され、その後 分析が行われる。人間が分析を行うものもあり、分析の大部分もコンピュータで自動に行うようにしている場合もある。

## 使いかた
観測ごとに求められる精度は異なる。高い精度が要求されるものもある。あらかじめ測定の精度をしっかり確かめるのが望ましい。高い精度が要求される場合は、較正と呼ばれる検定作業が必要となる。特に、観測装置（や測定器具）は、経年変化によって変化するものがあるため、定期的に検定を行うのが望ましい。

## 観測装置の例
- 天体望遠鏡
- 百葉箱

- 泡箱 - 磁場を用いて、粒子の軌跡から質量を測定する装置。
- 霧箱 - 泡箱の別名。内部の媒体が霧状になった液体窒素等によるため。

- - エックス線カメラ(センサー)
  - ガンマー線カメラ(センサー)
- 高エネルギー線測定装置 - 高エネルギー線（エックス線、ガンマー線）の位置や強度を測定する装置。
  - すだれコリメータ - 日本で開発した工学実験衛星用エックス線測定装置。すだれの名前は、エックス線やガンマー線が入力した金属から生じる電子を加速するとき、その軌跡がすだれ状になることから。
  - マイクロカロリーメータ - 工学実験衛星「すざく」に搭載された、精密エックス線、精密ガンマー線測定装置。
- 放射線計 - 自然放射線や人工放射線を測定する装置。
  - ガイガーカウンター
- 傾斜計 - 地面の傾きなどを測定する装置。
  - 水準計
  - 歪計 - 傾斜計を2つもしくは3つを用いて、2次元方向の傾きや3次元方向の傾きを測定する装置。
  - 伸縮計 - 水平方向の伸縮を測定する装置。
- 干渉計 - 波の干渉現象を利用して、干渉縞を測定する装置。
- 重力計 - 重力加速度を測定する装置。
- 地震計 - 震度の測定や地震波を測定する装置。
- 熱量計 - 熱量を測定する装置。
- 音圧計 - 周辺の音圧を測定する装置。
  - 騒音計
  - ドリフトチャンバー - 素粒子実験装置に取り付けられる大型の観測装置。衝突型加速器等によって得られた荷電素粒子を通る空間に磁場をかけ、飛跡を測定できるようにした装置の名称。現在は、素粒子観測装置の一番内側に配置されている。この上に、ガンマー線センサー（カメラ）や中性子線測定装置などが組み込まれているため大型化している。

- 距離計 - 被対称物までの距離を測定する装置。もしくは、航路や移動距離を測定する装置（これを積算距離計と呼ぶ）。
  - 高度計 - 気圧型、GPS型、レーザー型、レーダー型などがある。一般に市販されているものは、ほとんどGPS型になりつつある。
- 速度計 - 速度を測定する装置。
- 湿度計 - 湿度を測定する装置。

- 電界計 - 電界を測定する装置。
- 電力計 - 電力を測定する装置。
- 磁力計 - 磁力を測定する装置。
  - SQUID - 超伝導を用いて、磁力（フォトン）を測定することのできるデバイス。
  - 磁気計
  - 磁界計
- 回路計 - 電気測定のいくつかの機能を複合的に持つ装置。
  - テスター
  - マルチメータ
- オシロスコープ - 電気測定における時間変化等をブラウン管などの装置に映し出すことの出来る装置。
- 流量計 - ガス状物質や流体の量を測定する装置。
- 分光計 - 光のスペクトルを測定する装置。
  - プリズム
  - 回折格子
- 撮像管 - 2次元の光の分布を捉える装置。
  - マイクロチャンネルプレート(MCP) -
  - CCD - フォトセンサーを平面にしたもの。基本は、コンデンサの集合体。
- 半導体光検出器 - 半導体に当たる光を内部光電効果により電流に変換するセンサー。
  - フォトダイオード - 光子を電流に変換するデバイス。アバランシェ・フォトダイオードでは内部増幅によりフォトンカウントができる。
  - フォトトランジスタ - フォトダイオードをトランジスタにしたもの。電流（電圧）増幅が可能であるが直線性がよくないという問題点がある。
- 光電子増倍管 - 微かな光を光電効果により電子に変換し、増幅する装置。10の6乗程度電子を像倍できる。光量を測定するには、直流増幅回路によりアナログ信号を取り出す方法と、広帯域アンプと高速コンパレータにより光子イベントをデジタル信号として取り出す方法に分かれる。最初に標準化された精密な天体の光電測光システム（ジョンソンによるUBV式）には、RCA製の１P21とコーニング社製の色ガラスフィルターの組合せが使われ、恒星の精密な色等級図（HR図）が得られ、恒星の進化の研究などに貢献した歴史がある。浜松ホトニクスにより開発された巨大な光電子増倍管は、ニュートリノを検出するカミオカンデ（やスーパーカミオカンデ）に使用され、小柴昌俊のノーベル賞受賞に結び付いた。
  - 測光計 - 後述の光電管や光電子増倍管、マイクロチャンネルプレートを用いて波長毎（周波数毎）の光子をカウントして天体などからの微かな光を測定する装置。主として変光星観測などに用いられてきたが、この観測方法を応用して、太陽系外惑星の発見が行われている。